# Salada de ovos

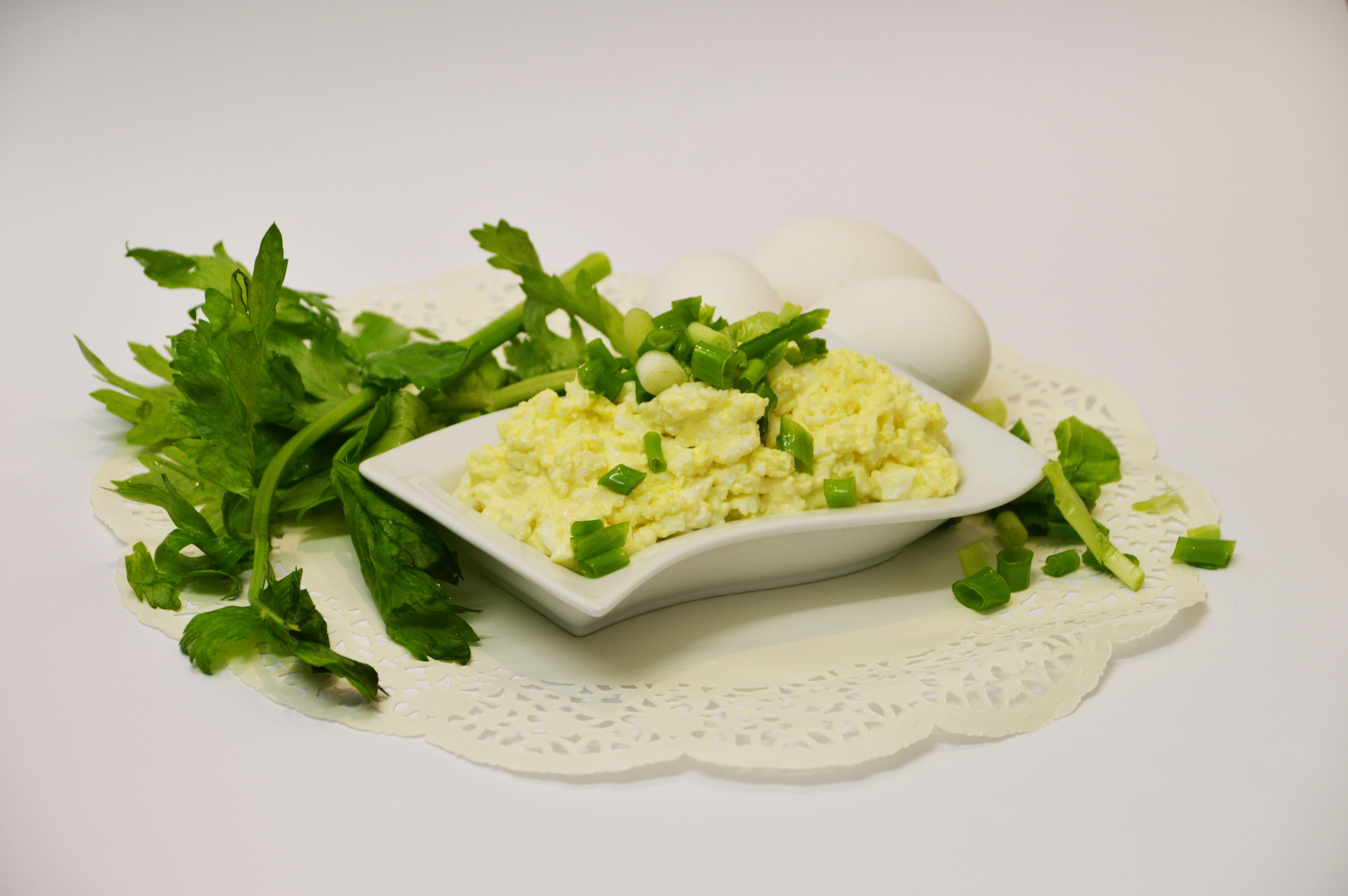
Salada de ovo

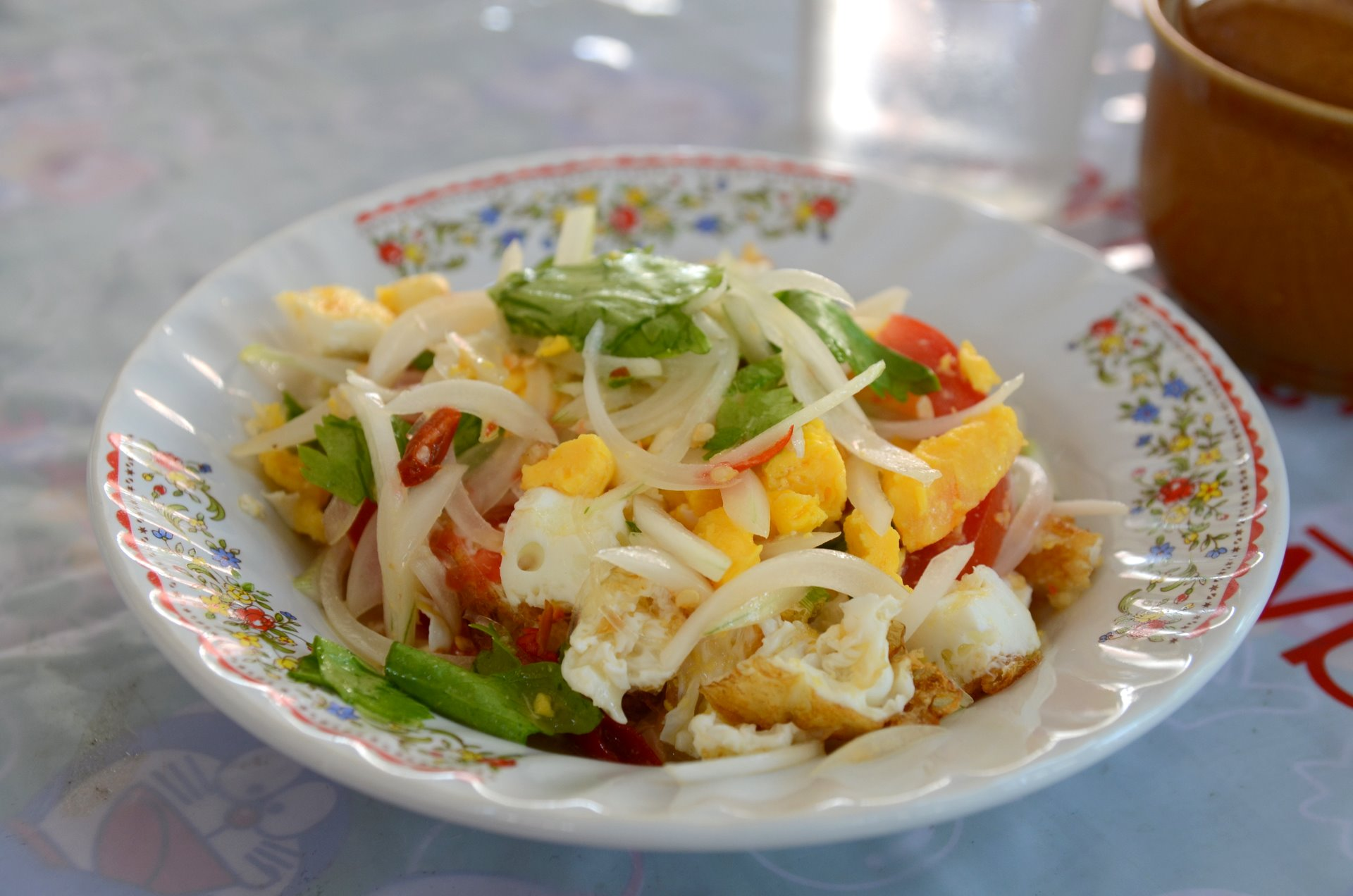
Yam khai dao : uma salada tailandesa picante feita com ovo frito

A salada de ovos é um prato feito principalmente de ovos cozidos picados ou mexidos, mostarda e maionese, muitas vezes incluindo outros ingredientes como o aipo.
É feita misturando temperos como ervas, especiarias e outros ingredientes, A maionese é utilizada para dar liga. É semelhante à salada de frango, salada de presunto, salada de macarrão, salada de atum, salada de lagosta e salada de caranguejo. Uma salada típica de ovos é feita com ovos cozidos picados, maionese, mostarda, aipo picado e cebola, sal, pimenta-do-reino e pimentão. É comum a utilização como recheio para sanduíches de ovos. Também é usado com frequência como cobertura para uma salada verde.

## História
Uma das primeiras receitas impressas conhecidas para sanduíches de salada de ovo foi publicada na edição de 1896 do The Boston Cooking-School Cook Book, escrito por Fannie Farmer.

## Variações
Salada de ovo pode ser feita de forma criativa com quaisquer outros alimentos frios adicionados. Bacon, pimentão, alcaparras, queijo, pepino, cebola, alface, picles e ketchup são ingredientes comumente adicionados. Um sanduíche muito conhecido é o Egg Mayonnaise, em que o ovo cozido picado é misturado apenas com maionese
Uma variante popular na Rússia e nos antigos estados soviéticos é a Salad Olivier.
Na culinária judaica é feito com schmaltz (gordura de galinha ou ganso), cebola e às vezes gribenes (pele crocante de ganso) . Pode ser servido com chalá (pão trançado) como parte do primeiro prato do jantar de Shabat ou com pão ázimo. Até a década de 1980, esse prato também era chamado de "ovos judeus".